# Fiscalización
La fiscalización consiste en examinar una actividad para comprobar si cumple con las normativas vigentes. En el sector privado, la fiscalización puede ser decretada por el Estado (para comprobar si una empresa cumple con la ley) o de manera interna por las propias compañías (para controlar los balances, el stock y destino de las mercaderías, y el pueblo). En el sector público, la fiscalización o función fiscalizadora se refiere al sometimiento de la actividad económico-financiera del aparato estatal a los principios de legalidad, eficiencia y economía, a través de órganos públicos como las entidades fiscalizadoras superiores y las superintendencias, entre otros.

## En España
En el caso del Estado Español, esta función es llevada a cabo por el Tribunal de Cuentas. En las comunidades autónomas existen Órganos propios de Control Externo (OCEX). 
En el Estado, el Tribunal de Cuentas, por delegación, de las Cortes Generales, procederá al examen y comprobación de la Cuenta General Del Estado dentro del plazo de seis meses, a partir de la fecha en que se haya rendido. El Pleno, oído el Fiscal, dictará la declaración definitiva que le merezca para elevarla a las Cámaras con la oportuna propuesta, dando traslado al Gobierno.
El Tribunal de Cuentas fiscalizará en particular:
- Los contratos celebrados por la Administración del Estado y las demás Entidades del sector público en los casos en que así esté establecido o que considere conveniente el Tribunal.
- La situación y las variaciones del patrimonio del Estado y demás Entidades del sector público.
- Los créditos extraordinarios y suplementarios, así como las incorporaciones, ampliaciones, transferencias y demás modificaciones de los créditos presupuestarios iniciales.

El resultado de la fiscalización se expondrá por medio de informes o memorias ordinarias o extraordinarias y de mociones o notas que se elevarán a las Cortes Generales y se publicarán en el Boletín Oficial del Estado.